# Дидду
Дидду (мальд. ދިއްދޫ) — город на севере Мальдивской Республики, административный центр атолла Хаа-Алиф.

## Географическое положение
Город расположен на одном из 43 островов атолла Хаа-Алиф, расположенного в акватории Лаккадивского моря. Абсолютная высота — 0 метров над уровнем моря.
Диддхоо расположен на расстоянии приблизительно 304 километров к северо-северо-западу (NNW) от Мале, столицы страны.

## Население
По данным переписи 2006 года численность населения Дидду составляла 2512 человек, из которых мужчины составляли 45 %, женщины — соответственно 55 %.
Динамика численности населения города по годам:
| 1995 | 2000 | 2006 |
| ---- | ---- | ---- |
| 2486 | 2766 | 2512 |

Население города по возрастному диапазону по данным переписи 2006 года распределилось следующим образом: 48,6 % — жители младше 18 лет, 12,5 % — между 19 и 25 годами, 33,2 % — от 26 до 64 лет, 5,7 % — в возрасте 65 лет и старше. Уровень грамотности среди всего населения составлял 96,26 %.

## Транспорт
Ближайший аэропорт — Международный аэропорт Ханимаду.